# 主顯聖容教堂 (利沃夫)

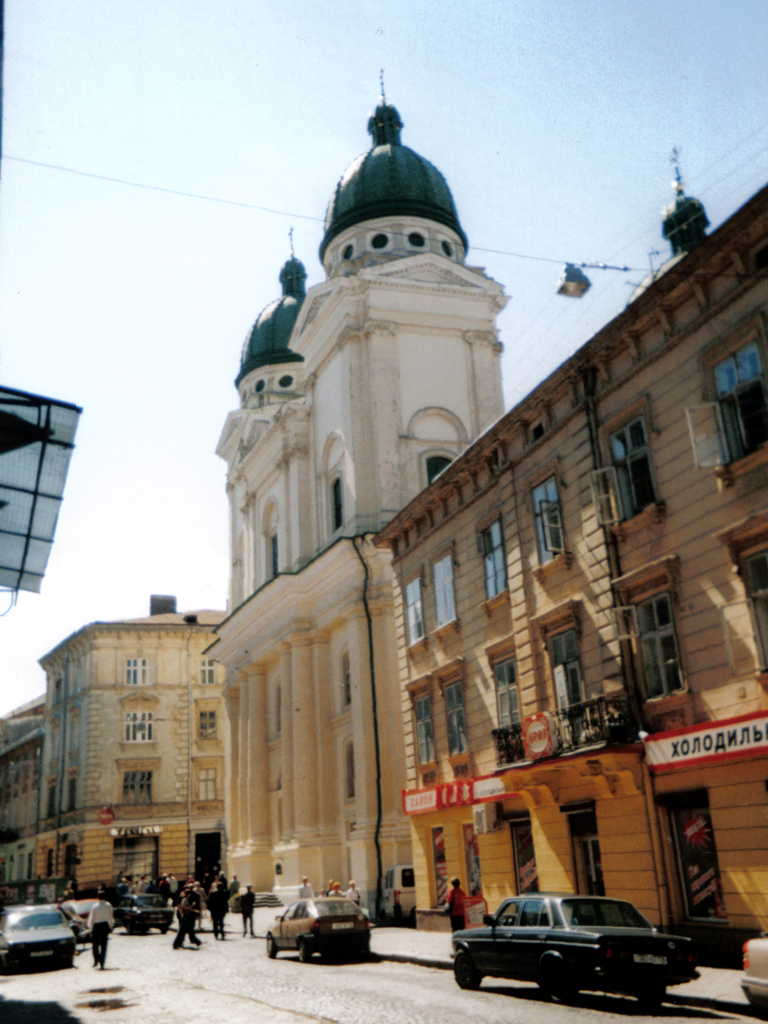
主顯聖容教堂

主顯聖容教堂（烏克蘭語：Преображенська церква）是烏克蘭城市利沃夫的一座教堂，位於利沃夫舊城市場廣場的北側。這座教堂最初是一座羅馬天主教教堂，修建於1703年至1731年。1783年，這座教堂被神聖羅馬帝國皇帝約瑟夫二世廢除，改為利沃夫大學的圖書館。1848年，教堂被奧地利砲兵摧毀。此後教堂廢墟由烏克蘭希臘禮天主教會重建。在20世紀前期，教堂是烏克蘭民族運動主要文化中心之一。1989年10月29日，主顯聖容教堂成為蘇聯解體過程中第一個得到恢復的教堂。
49°50′37″N 24°1′46″E / 49.84361°N 24.02944°E